# Matt Guokas
Matthew George "Matt" Guokas, Jr. /ˈɡuːkəs/; nasceu em 25 de Fevereiro de 1944 na Filadélfia, Pennsylvania. É ex-jogador profissional de basquete e ex-técnico.

## Carreira

### Jogador
Matt Guokas começou como jogador de basquete pela Universidade de Saint Joseph, onde ficou famoso pelo alto número de assistências e roubadas de bola. Depois da equipe Universitária, Matt foi selecionado no Draft de 1966 pela equipe do Philadelphia 76ers, juntamente à famosos jogadores, como Wilt Chamberlain e Billy Cunningham, time esse que levou o título da temporada contra o Boston Celtics na temporada de 1966-67, encerrando uma sequência de 8 títulos seguidos. Depois do Philadelphia 76ers, Guokas jogou também por outras equipes da NBA, como os Chicago Bulls, Cincinnati Royals, Houston Rockets, Buffalo Braves e Kansas City Kings. Na temporada de 1972-73, Guokas terminou como segundo jogador em porcentagem de arremessos de quadra.

### Treinador

#### Philadelphia 76ers (1985-1988)
Guokas começou sua carreira como treinador pela própria equipe que o trouxe como jogador, o Philadelphia 76ers, treinando a equipe na temporada de 1985-86. Depois de comandar a equipe por duas temporadas e meia, comandando a equipe em aproximadamente 207 partidas pela temporada regular e vencendo 119, foi demitido na temporada de 1987-88após vencer apenas 20 dos 43 jogos em que comandou a equipe. Além da temporada regular, também conseguiu avançar em duas temporadas, perdendo na semifinal das conferências de 1985-86 e na primeira fase de 1986-87.

#### Orlando Magic (1989-1993)
Em 1989, durante a formação da equipe do Orlando Magic, Guokas foi convidado para ser o primeiro treinador, na temporada de 1989-90. Sua primeira temporada não foi muito boa, obteve apenas 18 vitórias em 82 partidas. Não foi um treinador com boa média na equipe (111 vitórias em 328 partidas), mas mesmo assim fica na história do clube por ser o primeiro técnico da história.
Ao terminar o contrato, abandonou a carreira de técnico, logo após a temporada de 1992-93, obtendo um desempenho total de 230 vitórias e 305 derrotas.

### Comentarista
Ao terminar sua carreira como técnico, foi trabalhar na NBC, como comentarista dos jogos que eram transmitidos ao vivo nas décadas de 90 e 2000 e também trabalhou como analista do time do Cleveland Cavaliers para a Fox Sports.
Atualmente trabalha na Fox Sports e na Sun Sports como comentarista da NBA e como analista sobre o time do Orlando Magic.

## Estatísticas

### Como jogador
| Temporada | Time                    | GP | GS | MPG  | FG%  | 3P% | FT%  | RPG | APG | SPG | BPG | PPG  |
| --------- | ----------------------- | -- | -- | ---- | ---- | --- | ---- | --- | --- | --- | --- | ---- |
| 1966-67   | Philadelphia 76ers      | 69 |    | 11.7 | 38.9 |     | 60.5 | 1.2 | 1.5 |     |     | 3.0  |
| 1967-68   | Philadelphia 76ers      | 82 |    | 19.7 | 48.3 |     | 77.6 | 2.3 | 2.3 |     |     | 6.1  |
| 1968-69   | Philadelphia 76ers      | 72 |    | 11.6 | 42.6 |     | 66.7 | 1.3 | 1.4 |     |     | 3.3  |
| 1969-70   | Philadelphia 76ers      | 80 |    | 19.5 | 45.4 |     | 71.1 | 2.7 | 2.8 |     |     | 6.1  |
| 1970-71   | Philadelphia 76ers      | 1  |    | 5.0  | 0.0  |     | 0.0  | 1.0 | 0.0 |     |     | 0.0  |
| 1970-71   | Chicago Bulls           | 78 |    | 28.3 | 49.3 |     | 73.2 | 2.0 | 4.4 |     |     | 6.6  |
| 1971-72   | Cincinnati Royals       | 61 |    | 32.4 | 49.6 |     | 77.1 | 2.3 | 5.3 |     |     | 7.3  |
| 1972-73   | Kansas City-Omaha Kings | 79 |    | 36.0 | 57.0 |     | 82.2 | 3.1 | 5.1 |     |     | 9.1  |
| 1973-74   | Kansas City-Omaha Kings | 9  |    | 35.0 | 49.4 |     | 66.7 | 2.3 | 4.0 | 0.9 | 0.1 | 10.0 |
| 1973-74   | Houston Rockets         | 39 |    | 25.8 | 45.8 |     | 75.0 | 1.5 | 3.4 | 0.7 | 0.4 | 5.3  |
| 1973-74   | Buffalo Braves          | 27 |    | 20.3 | 55.5 |     | 50.0 | 1.5 | 2.6 | 0.7 | 0.2 | 4.9  |
| 1974-75   | Chicago Bulls           | 82 |    | 25.5 | 51.0 |     | 75.7 | 1.7 | 2.2 | 0.5 | 0.2 | 7.2  |
| 1975-76   | Chicago Bulls           | 18 |    | 15.4 | 48.6 |     | 81.8 | 0.9 | 1.6 | 0.3 | 0.1 | 4.5  |
| 1975-76   | Kansas City Kings       | 38 |    | 13.6 | 37.4 |     | 56.3 | 1.2 | 1.1 | 0.3 | 0.1 | 2.2  |

### Como treinador
| Time           | Temporada | Partidas | Vitórias | Derrotas | Classificação na temporada | Partidas playoff | Vitórias | Derrotas | Classificação nos playoffs              |
| -------------- | --------- | -------- | -------- | -------- | -------------------------- | ---------------- | -------- | -------- | --------------------------------------- |
| PHI            | 1985-86   | 82       | 54       | 28       | 2º - Divisão do Atlântico  | 12               | 6        | 6        | Eliminado nas semifinais da conferência |
| PHI            | 1986-87   | 82       | 45       | 37       | 2º - Divisão do Atlântico  | 5                | 2        | 3        | Eliminado na primeira fase              |
| PHI            | 1987-88   | 43       | 20       | 23       | Demitido                   | —                | —        | —        | —                                       |
| ORL            | 1989-90   | 82       | 18       | 64       | 7º - Divisão Central       | —                | —        | —        | Não classificado                        |
| ORL            | 1990-91   | 82       | 31       | 51       | 7º - Divisão Centro-oeste  | —                | —        | —        | Não classificado                        |
| ORL            | 1991-92   | 82       | 21       | 61       | 7º - Divisão Atlântico     | —                | —        | —        | Não classificado                        |
| ORL            | 1992-93   | 82       | 41       | 41       | 4º - Divisão Atlântico     | —                | —        | —        | Não classificado                        |
| Total carreira |           | 535      | 230      | 305      |                            | 17               | 8        | 9        |                                         |